# 린네풀아과
린네풀아과(Linné-亞科, 학명: Linnaeoideae 린나이오이데아이[*])는 인동과의 아과이다. 과거에는 린네풀과 (Linnaeaceae)로 분류하기도 했다.
온대 동남아시아와 중국, 북아메리카 지역에 5속 36종이 분포하고 있다.
단천공판(單穿孔板)이 있는 물관을 가진 관목 또는 초본 식물이다.
1981년 크론퀴스트 분류 체계는 인동과에 포함시켰으나 1998년의 APG 분류 체계와 APG II 분류 체계는 독립된 과로 분류하고 있다. 그러나 일부 학자들은 인동과에 같이 기술하기도 한다.
2013년 마르턴 크리스텐휘스는 린네풀아과의 모든 속을 린네풀속에 병합하기를 제안했으나, 이 제안이 보편적으로 받아들여지지는 않았다.

## 하위 분류
- 꽃개병꽃나무속(Dipelta Maxim.)
- 린네풀속(Linnaea Gronov. ex L.)
- 위실나무속(Kolkwitzia Graebn.)
- 중국댕강나무속(Abelia R.Br.)
- Diabelia Landrein
- Vesalea M.Martens & Galeotti